# Kaman SH-2G Super Seasprite
Kaman SH-2G Super Seasprite – amerykański morski śmigłowiec wielozadaniowy. 
SH-2G jest śmigłowcem pokładowym. Stanowi wersję rozwojową śmigłowca SH-2F Seasprite, opracowaną w latach 80. XX wieku. Zgodnie z  pierwotnymi założeniami miał to być śmigłowiec operujący z krótkokadłubowych fregat typu Oliver Hazard Perry oraz fregat typu Knox, czyli z jednostek, które miały za małe pokłady dla śmigłowców SH-60 Seahawk. Po zakończeniu zimnej wojny marynarka wojenna USA została zredukowana, wobec czego rozpoczęto wycofywanie fregat typu Oliver Hazard Perry oraz typu Knox, a z nimi śmigłowców SH-2F i SH-2G. Skutkiem tego było poszukiwanie nowych użytkowników wycofanych śmigłowców. W ten sposób SH-2G trafiły na wyposażenie Egiptu, Australii, Nowej Zelandii i Polski.

## Historia
W latach 60. XX wieku ze względu na rozwój sił podwodnych ZSRR mogących poważnie zagrozić NATO, w Stanach Zjednoczonych podjęto decyzję o opracowaniu śmigłowca przeznaczonego do walki z okrętami podwodnymi. Nowa maszyna miała być głównym elementem programu LAMPS. Z uwagi, że w tamtym okresie na wyposażeniu US Navy znajdowały się śmigłowce H/UH-2 Seasprite zdecydowano się, że to właśnie na ich podstawie zostanie zbudowana nowa maszyna oznaczona jako SH-2D. Pierwsze dwa prototypy śmigłowców przeciwpodwodnych powstały na bazie gotowych maszyn HH-2D. W stosunku do pierwowzoru nowy śmigłowiec został wyposażony w aparaturę specjalistyczną: radar do wykrywania obiektów nawodnych, detektor anomalii magnetycznych (MAD), zasobnik boi akustycznych, system wykrywania emisji elektromagnetycznej (ESM) i uzbrojenie przeciw okrętom podwodnym w postaci dwóch samonaprowadzanych torped. Prototyp SH-2D oblatano 16 marca 1971 roku i już w tym samym roku pierwsze śmigłowce trafiły do amerykańskiej marynarki wojennej.
W roku 1972 oblatano prototyp wersji zmodernizowanej YSH-2E, jednakże ostatecznie nie weszła ona do produkcji. Prototyp wykorzystano jednak do opracowania udoskonalonej wersji SH-2F z nowymi silnikami T58-GE-8F i zmodyfikowanym radarem LN-66HP. Do tej wersji przebudowano 104 śmigłowce UH-2, a 59 maszyn zbudowano od podstaw (ostatnia w 1986 roku).
W latach 80. XX wieku zdecydowano, że docelowym śmigłowcem programu LAMPS będzie SH-60 Seahawk. Jednakże nie wszystkie okręty amerykańskie posiadały odpowiednie do niego lądowiska. Wobec tego pod koniec lat 80. XX wieku rozpoczęto prace nad nową maszyną oznaczoną jako „SH-2G Super Seasprite”, konstrukcyjnie opartą na śmigłowcu SH-2F. Był to morski śmigłowiec wielozadaniowy z możliwością zwalczania okrętów nawodnych i podwodnych, mający operować z krótkokadłubowych fregat typu Oliver Hazard Perry oraz fregat typu Knox. Prototyp  śmigłowca SH-2G zbudowany na bazie SH-2F oblatano w kwietniu 1985 roku, natomiast oblot prototypu wyposażonego w całości w nową awionikę nastąpił 28 grudnia 1989 roku.
Śmigłowiec od SH-2F różnił się zastosowaniem oszczędniejszych (o około 20%) i mocniejszych (o około 10%) w stosunku do dotychczasowych jednostek napędowych w postaci silników General Electric T-700-GE-401/401C. Ponadto układ przeniesienia napędu dostosowano do pracy bez smarowania do 30 minut. Przekonstruowano także sam kadłub, wydłużając żywotność płatowca do 10 tysięcy godzin, a także poprawiając stateczność maszyny, co  pozwoliło na zamontowanie w tylnej części kadłuba opuszczanego sonaru. Opracowano także nowy wirnik nośny o resursie wydłużonym do 10 tysięcy godzin i kompozytowe łopaty o żywości do 15 tysięcy godzin. Dla porównania dotąd stosowane łopaty metalowe miały resurs na poziomie 3700 godzin. Kompozytowych łopat nie zastosowano jednak w seryjnych śmigłowcach przeznaczonych dla US Navy.
Początkowe plany tworzone w latach 80. XX wieku przewidywały przebudowę do nowego wariantu 61 śmigłowców SH-2F, a także zbudowanie od podstaw kolejnych 103 śmigłowców. Jednakże koniec zimnej wojny drastycznie zweryfikował te plany. Doszło do redukcji floty amerykańskiej, czego skutkiem było wycofanie z linii wszystkich fregat typu Knox, a w dalszej kolejności także krótkokadłubowych fregat OHP. Wobec tego dla potrzeb US Navy ostatecznie powstało ok. 20 SH-2G (w zależności od źródła – od 18 do 24 maszyn), w tym od podstaw wybudowano tylko 6 maszyn.
Wobec tego rozpoczęto poszukiwanie nowych użytkowników dla wycofanych śmigłowców. Zmodernizowane śmigłowce kupił Egipt, Australia oraz Nowa Zelandia. Ponadto cztery śmigłowce przekazano Polsce wraz z dwoma fregatami typu Oliver Hazard Perry.

## Opis konstrukcji
SH-2G jest dwusilnikowym morskim śmigłowcem wielozadaniowym, w układzie klasycznym z czteropłatowym wirnikiem głównym i czterołopatowym śmigłem ogonowym. Jest przeznaczony do zwalczania okrętów podwodnych, walki z okrętami nawodnymi, wykonywania zadań rozpoznawczych oraz ratownictwa morskiego.
Kadłub jest całkowicie metalowy, tak zaprojektowany, aby po przymusowym wodowaniu śmigłowiec utrzymywał się na wodzie. Ponadto w stosunku do SH-2 zmodernizowano kadłub wydłużając żywotność struktury płatowca do 10 tysięcy godzin. Zastosowano podwozie kołowe, trójpodporowe. Z przodu znajduje się podwozie główne, chowane. Tylne, stałe jest samonastawne. Zastosowano opony bezdętkowe.
Napęd śmigłowca stanowią dwa silniki  T-700-GE-401/401C produkcji General Electric o mocy 1430 KM każdy. Główny zbiornik paliwa ma pojemność 1045 litrów. Ponadto wprowadzono możliwość montażu dwóch dodatkowych zbiorników o łącznej pojemności  758 l. Śmigłowiec przystosowany jest do tankowania w powietrzu. Moc z silników przenoszona jest na wirniki za pomocą przekładni redukcyjnej. Znajduje się ona w przedniej części śmigłowca w przeciwieństwie do SH-2F, u którego znajdowała się w tylnej części. Jako APU zastosowano turbinę gazową Turbomach T-62, śmigłowiec ma także dwa generatory elektryczne, każdy o mocy 30kVA.
Śmigłowiec SH-2G ma ręcznie składane łopaty wirnika głównego i śmigła ogonowego. Oprócz tego śmigłowiec ma składany nos. Dzięki temu podczas stacjonowania na okręcie zajmuje mniej miejsca i łatwiej może być przechowywany w hangarze.
Załogę śmigłowca SH-2G stanowią trzy osoby: dwóch pilotów oraz operator systemów. Oprócz tego w maszynie można przewozić czterech pasażerów. Śmigłowiec wyposażony jest także w hak podkadłubowy, pozwalający na podwieszenie ładunku o masie do 1816 kg. Zastosowano także wyciągarkę przydatną podczas działań ratowniczych o udźwigu do 280 kg.
Awionika SH-2G jest zintegrowana na bazie zdublowanej szyny MIL-STD-1553B. Do ważniejszych systemów śmigłowca należy system taktyczno–nawigacyjny AN/ASN-150, nowy radar do wykrywania obiektów nawodnych wyposażony w układ cyfrowej obróbki sygnału oraz odbiornik AN/UYS-503, który pozwala śmigłowcom SH-2G na samodzielne przetwarzanie danych pozyskanych dzięki pławom radiohydroakustycznym. Wcześniejsze wersje Seaprite’ów musiały przekazywać takie dane okrętom, gdzie możliwa była ich dalsza obróbka. W drugiej połowie lat 90. śmigłowce SH-2G należące do US Navy wyposażono w laserowy system wykrywania min morskich Magic Lantern.
Głównym uzbrojeniem śmigłowców są dwie torpedy Mk 44, Mk 46 lub Mk 50 służące do zwalczania okrętów podwodnych oraz dwa pociski Penguin, Maverick lub Sea Skua do zwalczania celów nawodnych. Poza tym mają osiem wyrzutni znaczników dymnych Mk 25 i uchwyty na karabiny maszynowe M60 w obu drzwiach kabiny.

## Warianty

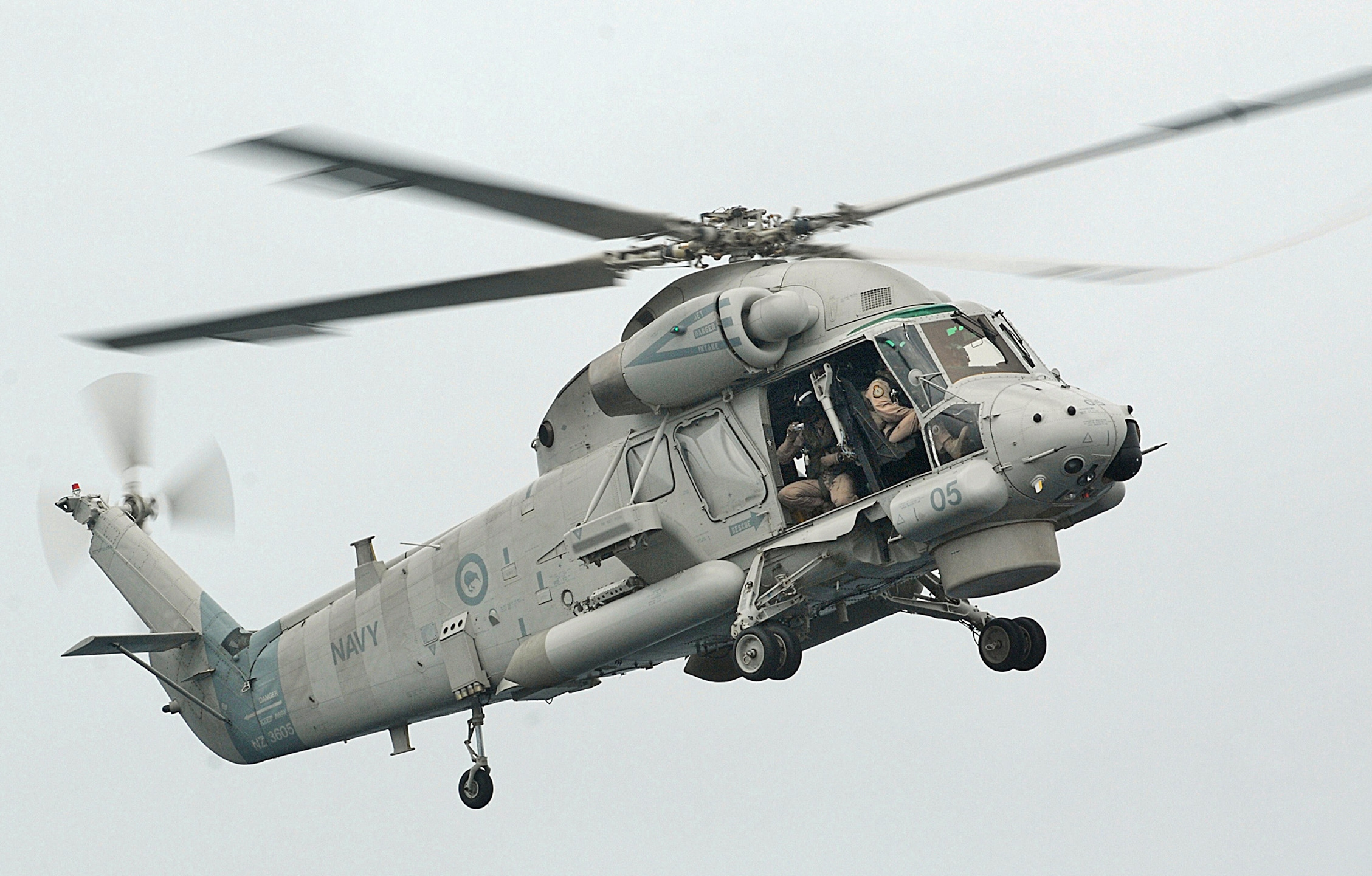
SH-2G(NZ)

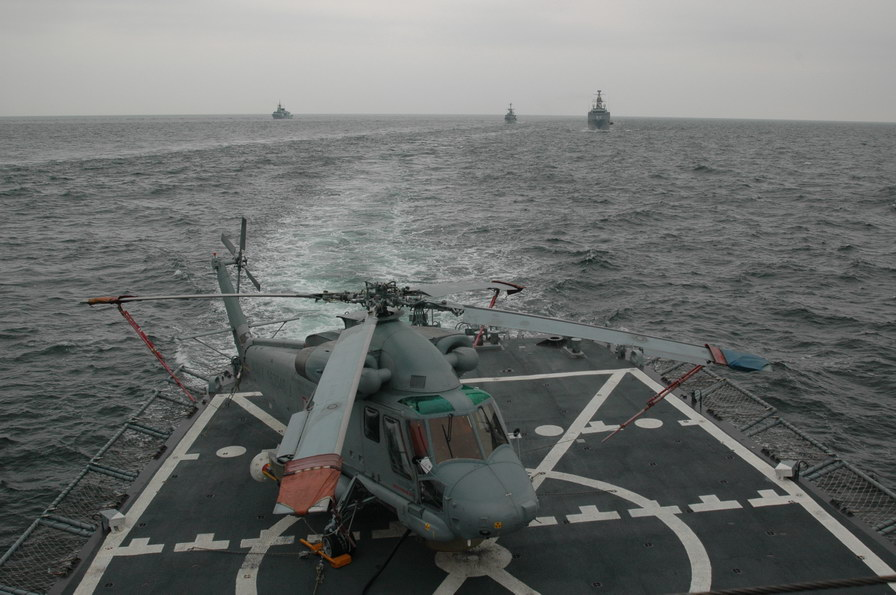
Polski SH-2G na pokładzie ORP „Gen. T. Kościuszko”

- YSH-2G – prototyp zbudowany na podstawie śmigłowca SH-2F.
- SH-2G „Super Seasprite” – wersja podstawowa  przeznaczona do US Navy.
- SH-2G(E) – wariant śmigłowca przeznaczony dla odbiorcy egipskiego. Powstały z przebudowy śmigłowców SH-2F do standardu SH-2G. Od wersji podstawowej różni się dodatkowym wyposażeniem w postaci opuszczanego aktywnego sonaru AQS-18A i cyfrowego systemu sterowania lotem i zawisem Vista Controls. Ogółem powstało 10 SH-2G(E)[3].
- SH-2G(A) – wariant opracowany dla Royal Australian Navy. Jest to najbardziej zaawansowana modernizacja śmigłowca SH-2G. Modyfikacje w stosunku do wariantu podstawowego obejmuje zastąpienie w kabinie wskaźników analogowych sześcioma dużymi ekranami LCD (wyjątkiem jest busola i zapasowy wysokościomierz) oraz wyposażenie śmigłowca w nowoczesny system nawigacyjno-celowniczy ITAS. Obejmuje on m.in. system HOTAS, radar do wykrywania celów morskich  AN/APS-143b(V)3, głowicę FLIR Raytheon AAQ-27, systemy ostrzegające i przeciwdziałające, system nawigacji GPS, odbiornik swój-obcy APX 100 oraz nowe wyposażenie radiowe. Zastosowanie systemu ITAS spowodowało możliwość ograniczenia załogi z 3 do 2 osób. Ponadto śmigłowiec otrzymał nowe, kompozytowe łopaty wirnika głównego. Kabinę pilotów wyposażono w fotele pochłaniające energię przy zderzeniu z ziemią, a na wypadek wodowania śmigłowce otrzymały nadmuchiwane pływaki. Jako uzbrojenie przewidziano kierowane pociski Penguin oraz torpedy Mk 46. Ponadto przewidziano możliwość instalacji w drzwiach bocznych śmigłowca karabinów maszynowych kalibru 7,62 mm. Ogółem powstało 11 maszyn w tej wersji, zbudowanych na bazie wycofanych z US Navy śmigłowców SH-2F[4][3][6].
- SH-2G(I) – oznaczenie nadane śmigłowcom SH-2G(A) po zwróceniu ich przez Australię producentowi (w roku 2008)[6].
- SH-2G (NZ) – wariant wykorzystywany przez Royal New Zealand Navy. Śmigłowce te różnią się od australijskiej wersji SH-2G(A) brakiem systemu ITAS, a więc posiadają analogowe wskaźniki. Zainstalowano jednak takie wyposażenie jak radar AN/APS-143(V)3, system nawigacyjny GPS, głowice FLIR AN/AAQ-22, układ ostrzegania przed opromieniowaniem radarem/ESM Litton (Northrop Grumman) LR-100, system taktyczno–nawigacyjne AN/ASN-150 oraz wyrzutniki flar i dipoli AN/ALE-47. Uzbrojenie śmigłowców stanowią torpedy Mk 46,  bomby głębinowe Mk 11, pociski kierowane Maverick (do zwalczania celów nawodnych) oraz karabiny maszynowe M60 mocowane w drzwiach kabiny. SH-2G(NZ) podobnie jak SH-2G(A) ma załogę dwuosobową[2][4][3].
- SH-2G(P) – oznaczenie nadane czterem śmigłowcom SH-2G znajdującym się na wyposażeniu polskiej Marynarki Wojennej[1].

## Użytkownicy

### Aktualni

#### Egipt
W roku 1995 egipska marynarka wojenna zamówiła 10 zmodyfikowanych śmigłowców SH-2G(E), które mały operować z czterech fregat FFG-7 i dwóch fregat typu Knox. Pierwsze maszyny dotarły do odbiorcy w roku 1998.
W roku 2005 Egipt podpisał z firmą Kaman umowę na modernizację dwóch śmigłowców SH-2G(E). Obejmowała ona m.in. montaż autopilota DAFCS, głowicy FLIR, systemu HUMS oraz wymianę niektórych elementów awioniki. Zmodernizowane śmigłowce powróciły do Egiptu w lutym 2009 roku.
Dotychczas egipska marynarka wojenna straciła jeden śmigłowiec SH-2G(E) – w katastrofie morskiej w roku 2006.

#### Nowa Zelandia

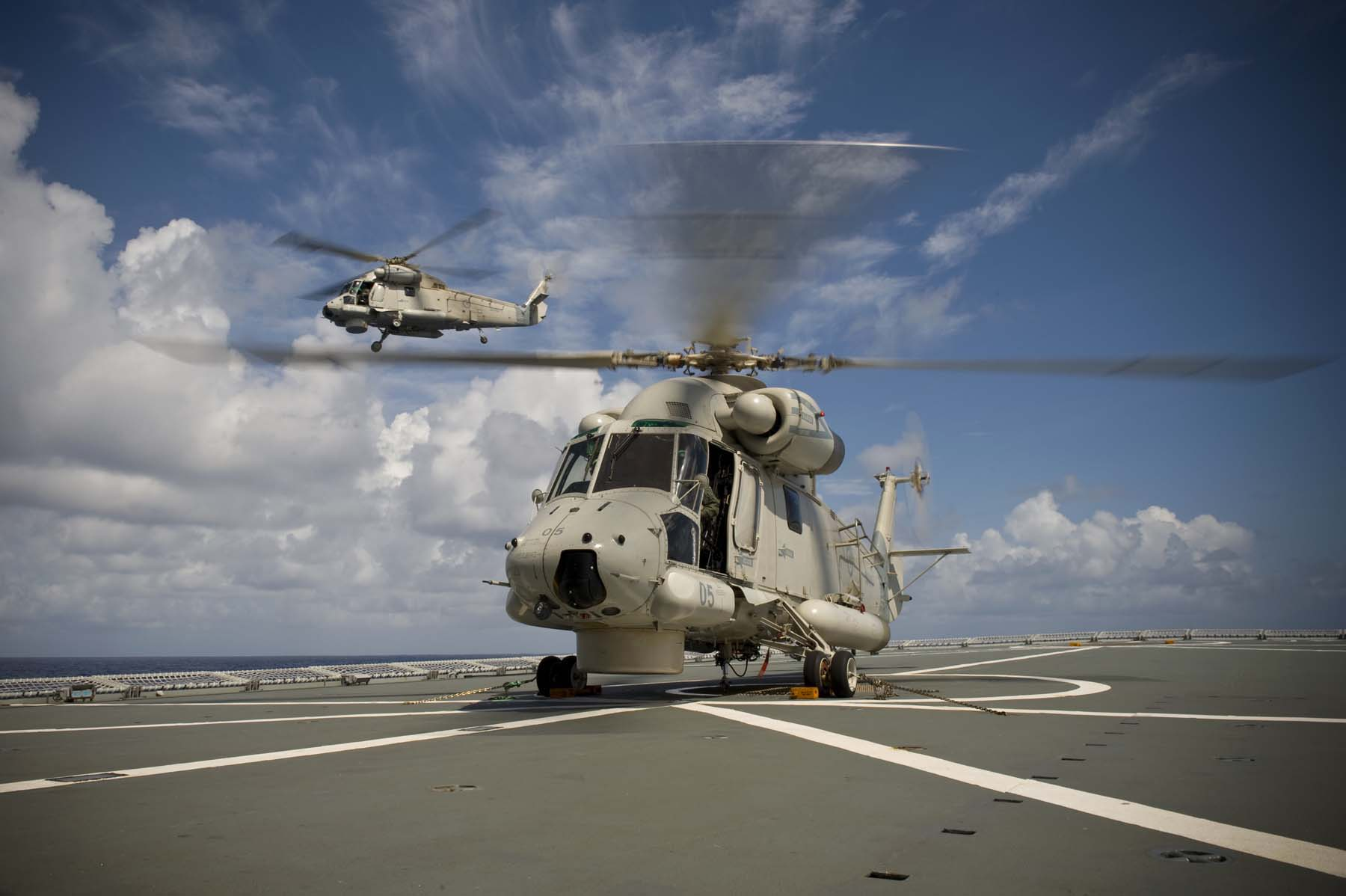
Nowozelandzkie SH-2G(NZ)

Na początku lat 90. XX wieku Royal New Zealand Navy rozpoczęła poszukiwania nowego śmigłowca pokładowego, który miałby operować z pokładów fregat typu ANZAC i fregat typu Leander. Miał on zastąpić w tej roli wysłużone śmigłowce Wasp. Do przetargu stanęły dwie konstrukcje: SH-2G i Super Lynx. Ostatecznie wygrała konstrukcja Kamana i w roku 1997 podpisano kontrakt na dostawę 5 śmigłowców w wariacie zmodernizowanym SH-2G(NZ). Aby przyspieszyć szkolenie załóg do czasu dostarczenia właściwych śmigłowców wypożyczono 3 śmigłowce SH-2F. Dostawy docelowych SH-2G(NZ) odbywały się w latach 2001-2003.
Dwa z nowozelandzkich SH-2G uległy wypadkom. Pierwszy 20 lutego 2002 roku, a drugi 24 maja 2004 roku. Po dokonaniu niezbędnych napraw oba powróciły do czynnej służby.
W roku 2008, w ramach pilnej potrzeby operacyjnej, nowozelandzkie SH-2G(NZ) zostały dozbrojone w karabiny maszynowe FN MAG-58M kal. 7,62 mm.
W kwietniu 2013 roku władze nowozelandzkie ogłosiły zamiar zakupu 10 śmigłowców SH-2G(A), wykorzystywanych w Australii i zwróconych Kamanowi w roku 2008. Osiem z nich ma zastąpić używane tam do tej pory w roli śmigłowców ZOP maszyny SH-2G(NZ), natomiast pozostałe dwa mają być wykorzystane jako źródło części zamiennych. Planuje się, że pierwsze 3 maszyny zostaną dostarczone do Nowej Zelandii do końca 2014 roku, a po zakończeniu dostaw śmigłowce gotowość bojową osiągną w 2016 roku. Koszt 10 śmigłowców, symulatora lotu oraz pakietu szkoleniowo-logistycznego ma wynieść ok. 204 mln USD.

#### Peru
W 2014 roku Peru odkupiło pięć należących do Nowej Zelandii śmigłowców SH-2G.

#### Polska

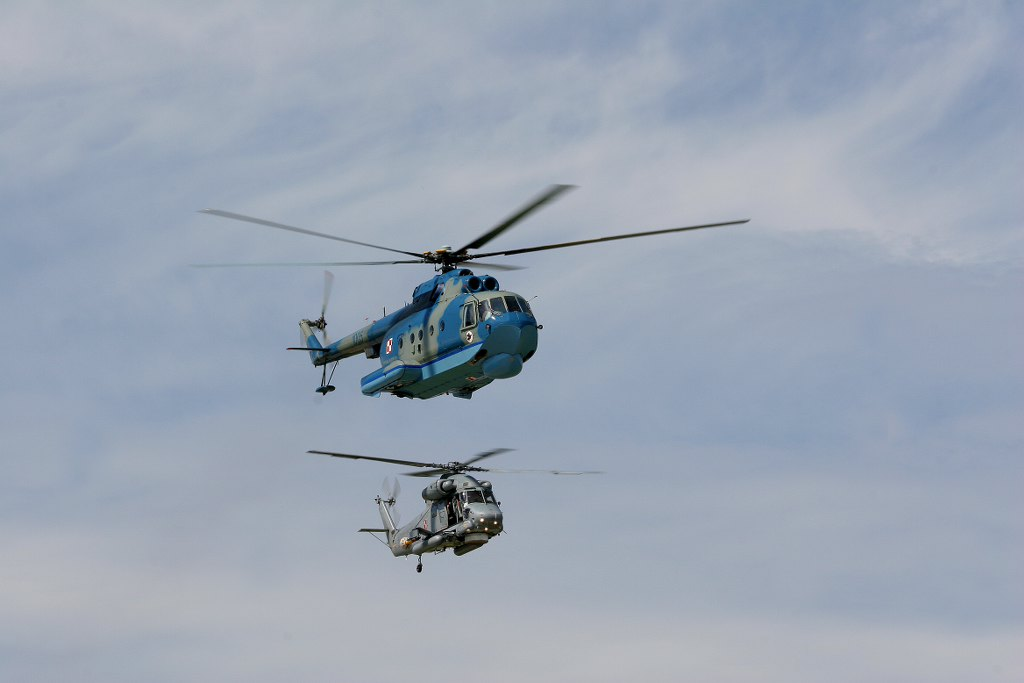
Polskie śmigłowce ZOP w locie: Mi-14PŁ i SH-2G

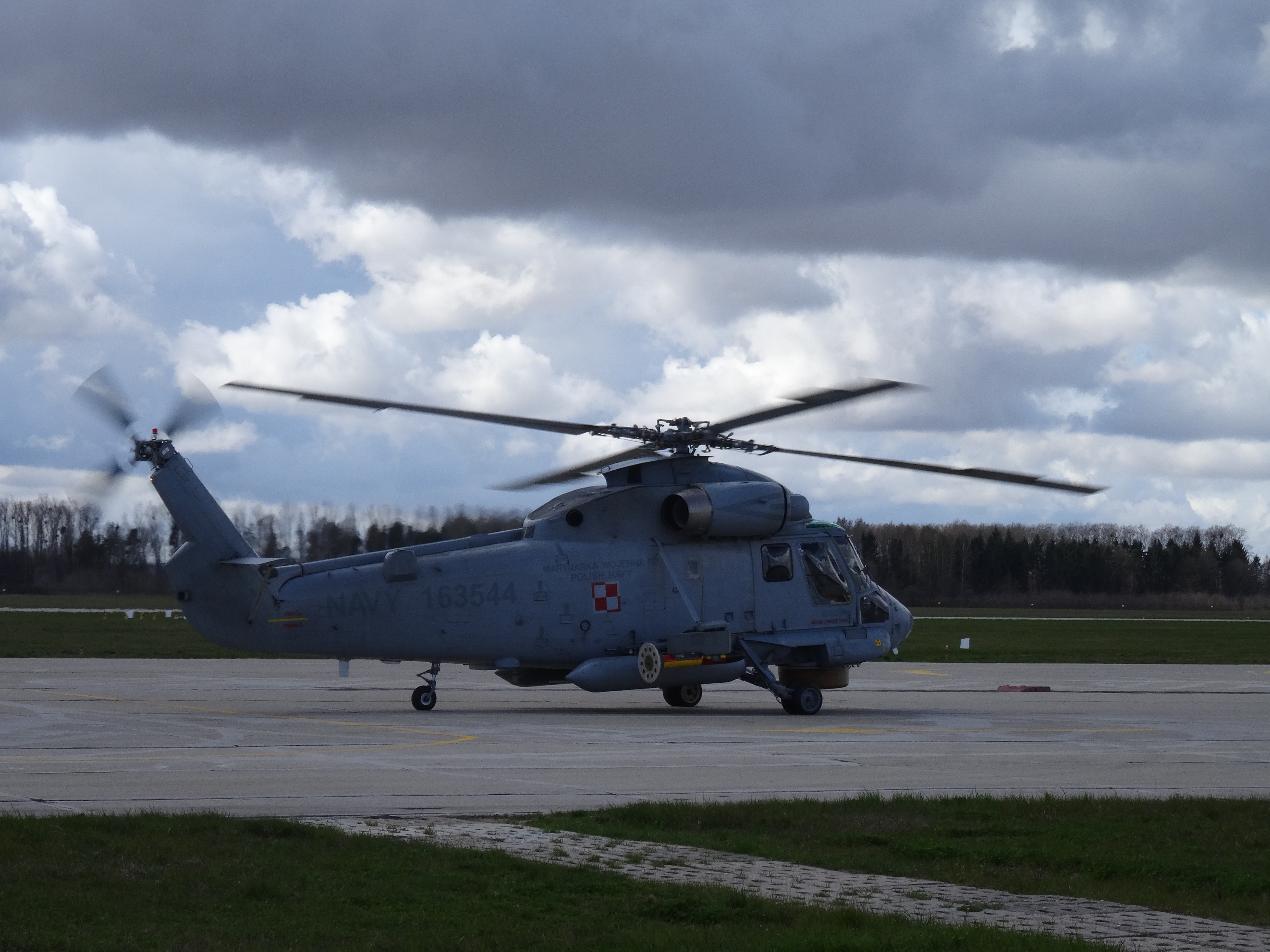
Śmigłowiec pokładowy Kaman SH-2G Super Seasprite Marynarki Wojennej na lotnisku Babie Doły

W roku 1999 podpisano polsko-amerykańskie porozumienie o przejęciu od US Navy dwóch fregat rakietowych klasy Oliver Hazard Perry. Ponieważ miały to być wersje z krótkim lądowiskiem, postanowiono także pozyskać śmigłowce SH-2. W styczniu 2001 roku podpisano kontrakt, na mocy którego z US Naval Air System Command przejęto cztery śmigłowce SH-2G (nr fabr. od 163543-163546), które miały stacjonować na pokładach pozyskanych fregat. Maszyny dostarczono do Polski w latach 2002-2003. Były to śmigłowce z ostatniej wyprodukowanej w USA serii (lata 1992-1993) i wcześniej służyły w dywizjonie HSL-94 US Navy. Przed przekazaniem ich Polsce dokonano ich przeglądu technicznego w zakładach Kamana. Potem maszyny trafiły do 28 Eskadry Lotniczej MW (od roku 2011 43 Baza Lotnictwa Morskiego). Według dostępnych informacji pozyskanie śmigłowców SH-2G kosztowało Polskę ok. 4 mln USD, poza tym podpisano kontrakt serwisowy o wartości ok. 16 mln USD z czego 30% kwoty pochodzi z programu FMS.
W roku 2007 w Wojskowych Zakładach Lotniczych nr 1 w Łodzi trzy polskie śmigłowce SH-2G poddano poważnej modernizacji. Obejmowała ona przystosowanie śmigłowców do przenoszenia i odpalania lekkich torped POP MU90 Impact, wzbogacenie awioniki o GPS produkcji Garmin 155 i radiokompas.
Kolejną modernizację przeprowadzono na przełomie 2008 i 2009 roku. W wyniku wniosków wyniesionych z eksploracji śmigłowców przez Lotnictwo Marynarki Wojennej podczas operacji morskich NATO (m.in. Active Endeavour) zdecydowano się uzbroić trzy śmigłowce SH-2G w karabiny maszynowe kal. 7,62 mm. W tym celu w Wojskowych Zakładach Lotniczych nr 1 w Łodzi przeprowadzono zabudowę w drzwiach kabiny nawigatora uchwytu dostosowanego do montażu karabinów maszynowych z rodziny PK w miejsce dotychczasowej podstawy do montażu ukm M60.

### Byli

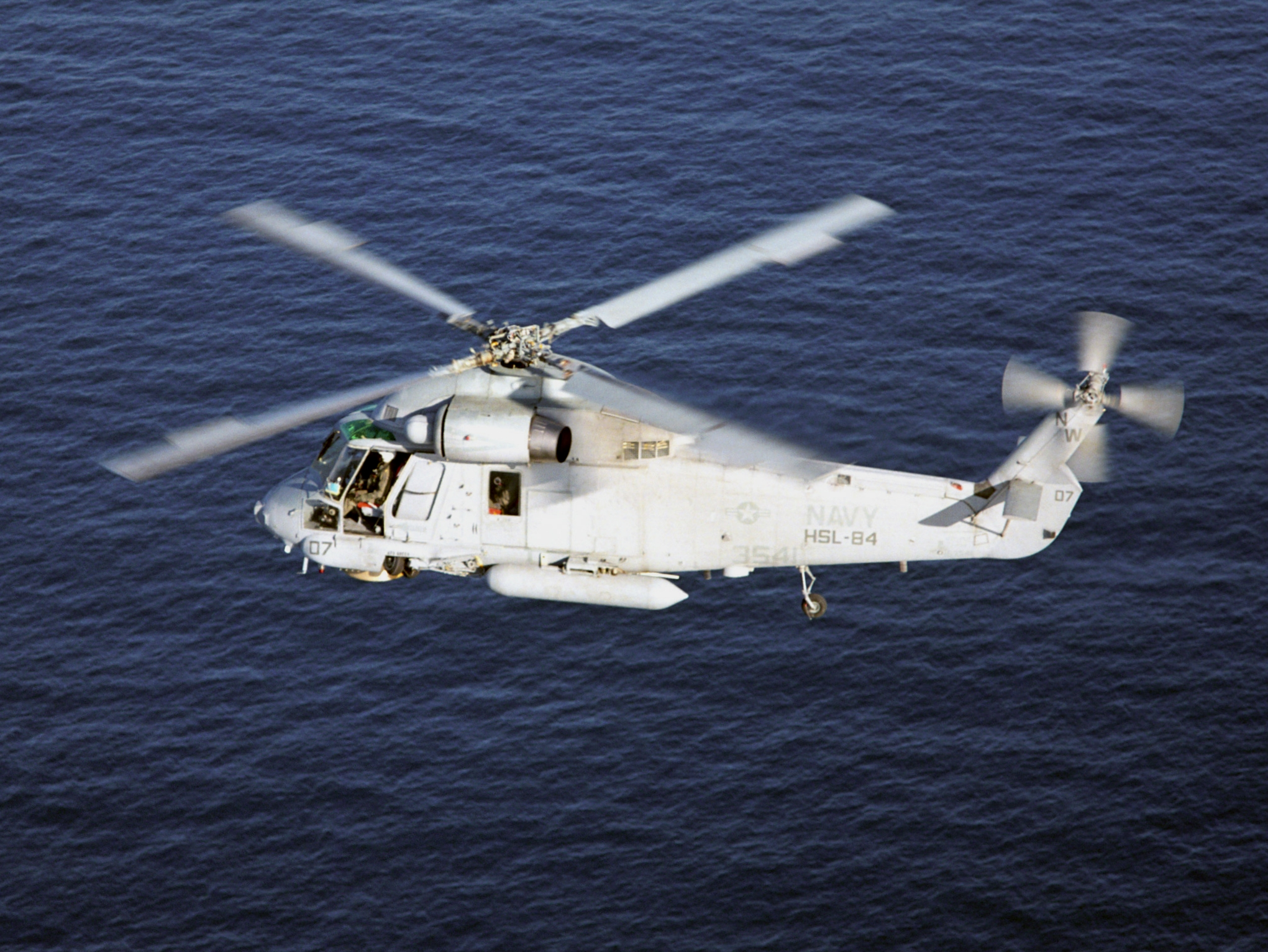
Amerykański SH-2G

#### Stany Zjednoczone
Śmigłowce SH-2G przyjęto na wyposażenie US Navy w roku 1993. W latach 80. XX wieku podjęto decyzję, że podstawowym śmigłowcem pokładowym wykorzystywanym przez US Navy będzie SH-60 Seahawk i powoli wykorzystywane Kamany przenoszono do rezerwy. Z tego powodu do amerykańskiej marynarki wojennej trafiło tylko 16 śmigłowców SH-2G. Służyły one w dywizjonach śmigłowców marynarki: HSL-94 i HSL-84. Śmigłowce SH-2G wycofano całkowicie z US Navy Air Reserve w maju 2001 roku.

#### Australia
Pod koniec 1994 roku w Australii opublikowano założenia na wielozadaniowy śmigłowiec pokładowy, który miałby operować z pokładów fregat typu ANZAC oraz nowo projektowanych patrolowców. Australia wyraziła chęć zakupu 14 takich maszyn z opcją na kolejne 9. Z powodu anulowania realizacji patrolowca, liczbę maszyn zredukowano jednak do 11. Zakładano, że pożądany śmigłowiec będzie zdolny do autonomicznych operacji morskich obejmujących przede wszystkim wykrywanie, śledzenie i zwalczanie okrętów nawodnych. Do konkursu stanęły firmy Kaman i Westland. Westland zaproponował śmigłowiec Super Lynx, zaś Kaman zmodernizowany do potrzeb australijskich SH-2G. Przetarg wygrał Kaman i w roku 1997 podpisano umowę na dostawę 11 maszyn SH-2G (A) za kwotę ok. 490 mln USD. Zgodnie z nią pierwszy śmigłowiec miał trafić do odbiorcy w roku 2001. Jednakże podczas testów wyprodukowanych maszyn pojawiły się błędy w oprogramowaniu systemu ITAS (system nawigacyjno-celowniczy), co spowodowało opóźnienia w dostawie. Pierwszy śmigłowiec dostarczono Australijczykom dopiero 18 października 2003 roku. W późniejszym czasie dotarło kolejnych 9. Maszyny trafiły do 805 dywizjonu RAN oraz Eskadry Doświadczalnej. Jedenasta maszyna SH-2G(A) została w USA, gdzie miała zostać poddana kolejnym badaniom w zakładach Kamana. Planowano, że zakończenie prac nad dopracowaniem systemu ITAS zakończy się pod koniec 2004 roku, w 2005 roku przeprowadzone zostaną próby lotów z pokładów okrętów, a wstępną gotowość operacyjną śmigłowce osiągnął w 2006 roku. Podczas prób w Australii pojawiły się problemy z automatycznym systemem sterowania lotem. Wobec tego początkowo ograniczono użycie śmigłowców SH-2G(A) do transportu osób i ładunków w dobrych warunkach widoczności, jednakże w marcu 2006 zdecydowano się całkowicie uziemić śmigłowce. Uznano, że używanie ich nawet w ograniczonym zakresie zagraża bezpieczeństwu załóg. Kolejne dwa lata przeznaczono na próby wyeliminowania usterek, a termin osiągnięcia pełnej gotowości bojowej przesunięto na lata 2010-2011. Jednakże 5 marca 2008 roku nowy minister obrony Joel Fitzgibbon, zdecydował o rezygnacji strony australijskiej z programu. Zgodnie z podpisaną umową śmigłowce SH-2G(A) zwrócono producentowi.

## Egzemplarze muzealne
Śmigłowce SH-2G „Super Seasprite” znajdują się m.in. w muzeach:
- Wings of Freedom Museum, SH-2G o numerze fabrycznym 162576. Wypożyczony z National Museum of Naval Aviation[12]
- Patuxent River Naval Air Museum, SH-2G o numerze fabrycznym 161642[13].